# 서양군
서양군(西陽郡)은 서진대에 신설되어 수나라때 폐지된 중국의 옛 군이다.

## 진
오나라를 멸망시킨 서진은 기춘군을 익양군에 통폐합시켰으나, 진 혜제시기 기춘군에 속한 지역이 서양군으로 분리되었고 예주의 속군으로 편제되었다. 서양군에는 후한 광무제시기 남군에서 이주된 남만계열 종족이 살고 있었다.
| 현명   | 한자   | 대략적 위치                                                            | 비고                                                                                        |
| ------ | ------ | ---------------------------------------------------------------------- | ------------------------------------------------------------------------------------------- |
| 서양현 | 西陽縣 | 신양시 광산현 양돈향(楊墩鄕) 단강유지(段崗遺址) → 황강시 황저우구 동남 | 서양군 태수의 치소가 있었다. 316년(서진 민제 건흥 4년) 기춘군이 있던 장강변으로 교치되었다. |
| 서릉현 | 西陵縣 | 우한시 신저우구                                                        |                                                                                             |
| 기춘현 | 蘄春縣 | 황강시 치춘현 관요진(蘄州鎭) 서북 기수(蘄水) 동안                      | 372년(동진 간문제 함안 2년), 기춘현에서 기양현(蘄陽縣)으로 개명되었다.                      |
| 주현   | 邾縣   | 황강시 서 신하촌(新河村) 일대                                          | 339년(동진 성제 함강 5년) 폐지되었다.                                                       |
| 대현   | 軑縣   | 황강시 이수이현 서 파하진(巴河鎭) 동                                   | 316년 서양현과 함께 교치되었다.                                                             |

## 송
454년(유송 효무제 효건 원년), 영주가 신설됨에 따라 영주의 속군으로 편제되었다. 469년(유송 명제 태시 5년), 예주로 편입되었다가 후에 영주의 속군으로 편제되었다. 파수(巴水), 기수(蘄水), 희수(希水), 적정수(赤亭水), 서귀수(西歸水) 군 북쪽 경계의 산악지대에서 발원하여 장강으로 흘렀는데, 이 하천유역 험한 지역에 남만계열 종족이 살고 있었는데, 유송은 이들을 서양만(西陽蠻), 혹은 상기한 5개 하천에 산다고 하여 오수만(五水蠻)이라고 불렀다. 448년(유송 문제 원가 25년), 유송은 이들을 통치하기 위해 군내 남만 거주지에 건창(建昌), 남천(南川), 장풍(長風), 적정(赤亭), 노정(魯亭), 양성(陽城), 팽파(彭波), 천계(遷溪), 동구(東丘), 동안(東安), 서안(西安), 남안(南安), 방전(房田), 희수(希水), 고파(高坡), 직수(直水), 기수(蘄水), 청석(清石)의 18개 좌현을 설치하고 서양군의 속현으로 편제했다. 이 좌현은 여러차례 통폐합을 거치면서 기수, 동안, 건녕, 희수, 양성의 5개 좌현으로 줄어들었다. 465년(유송 명제 태시 원년), 유자업이 살해당하고 상동왕 유욱이 명제로 즉위하자 진군장군(鎭軍將軍) 강주자사 진안왕 유자훈(劉子勛)이 반란을 일으켰는데, 당시 영주자사였던 안륙왕 유자수(劉子綏)가 이에 가담했다. 송나라 중앙군이 작미저에서 반란군을 격파했을 무렵, 전익지(田益之), 전의지(田義之), 성사재(成邪財), 전광흥(田光興)과 같은 서양군의 남만이 영주자사 유자수를 격파했다. 명제는 이들에게 여러 봉작을 하사했다. 이후 심유지가 영주자사로 임했을 때 전익종(田益宗)이 공을 세워 군대를 통솔하게 되었다.
| 현명     | 한자     | 민정 | 대략적 위치                            | 비고 |
| -------- | -------- | ---- | -------------------------------------- | --- |
| 서양현   | 西陽縣   | 令   | 황강시 황저우구 동남                   | |
| 서릉현   | 西陵縣   | 男相 | 우한시 신저우구                        | |
| 효녕현   | 孝寧縣   | 候相 | 황강시 이수이현 서 파하진              | 454년 지금의 대현에서 지금의 이름으로 개명되었다. |
| 기양현   | 蘄陽縣   | 令   | 황강시 치춘현 기주진(蘄州鎭) 일대      | 420년(유송 무제 영초 원년), 기양현의 치소가 남쪽으로 옮겨졌다. 464년(유송 효무제 대명 8년) 신채군에서 서양군으로 편입되었다. |
| 의안현   | 義安縣   | 令   | 미상                                   | 466년(유송 명제 태시 2년) 유민(流民)들이 정착하며 설치되었다. |
| 기수좌현 | 蘄水左縣 | 長   | 황강시 이수이현 동                     | 448년 설치된 좌현 중의 하나이다. |
| 동안좌현 | 東安左縣 | 長   | 미상                                   | 448년 설치된 좌현 중의 하나이다. 465년, 기수, 직수, 희수 3개 현에 편입되었다. |
| 건녕좌현 | 建寧左縣 | 長   | 황강시 마청시 서남 부교하(浮橋河) 부근 | 448년 설치된 좌현 중의 하나이다. 건녕좌군(建寧左郡)이 설치되면서 건녕좌군의 수현이 되었지만, 군이 폐지되면서 서양군으로 편입되었다. |
| 희수좌현 | 希水左縣 | 長   | 황강시 이수이현                        | 448년 설치된 좌현 중 하나이다. |
| 양성좌현 | 陽城左縣 | 長   | 미상                                   | 448년 설치된 좌현 중 하나로 본래 건녕좌군(建寧左郡)에 속했다. 464년 서양군의 적정, 양성, 팽파의 3개 좌현이 건녕좌군 양성좌현에 통폐합되었다. 건녕좌군이 폐지되면서 서양군의 속현이 되었다. 465년 서양만 수령 중 한명이자 유자훈의 난 때 유자수를 공격했던 성사재(成邪財)가 송 조정으로부터 양성현왕(陽城縣王)에 봉해졌고 3천호의 식읍을 받았다. |

## 남제
명제 즉위초 서양만 수령 전익종이 명제에 반발을 일으키고 북위로 투항했다. 그러나 그가 땅을 바치고 북위에 투항한 것은 아니기 때문에 이후에도 서양군은 남제의 땅으로 남았다.
| 현명     | 한자     | 대략적 위치                            | 비고                                                                           |
| -------- | -------- | -------------------------------------- | ------------------------------------------------------------------------------ |
| 서릉현   | 西陵縣   | 우한시 신저우구 → 황스시 황스강구 일대 | 502년(남제 화제 중흥 2년) 치소가 옮겨졌다.                                     |
| 기양현   | 蘄陽縣   | 황강시 치춘현 기주진(蘄州鎭) 일대      |                                                                                |
| 서양현   | 西陽縣   | 황강시 황저우구 동남                   |                                                                                |
| 효녕현   | 孝寧縣   | 황강시 이수이현 서 파하진              |                                                                                |
| 기사현   | 期思縣   | 미상                                   | 익양군의 기사현과 다른 현으로 보이는데 《영명3년 호구부》에는 기록되지 않았다. |
| 의안좌현 | 義安左縣 | 미상                                   |                                                                                |
| 희수좌현 | 希水左縣 | 황강시 이수이현                        |                                                                                |
| 동안좌현 | 東安左縣 | 미상                                   |                                                                                |
| 기수좌현 | 蘄水左縣 | 황강시 이수이현 동                     |                                                                                |

## 양 ~ 수나라 이전
동위, 서위는 후경의 난을 틈타 양나라를 공격하여 각각 회수이남지역과 파촉지역을 점령했는데, 서양군 또한 이와 같은 이유로 동위의 땅이 되었다. 그러나 진패선이 진나라를 건국한 이후 회남지역을 수복하면서 다시 남조의 땅으로 편입되었다. 575년(진 선제 태건 7년), 군의 치소가 보성(保城)으로 옮겨졌다. 그러나 북제의 침공으로 진나라가 장강 이북지역을 상실하자 서양군은 다시 북조의 땅으로 편입되었다.